# Vega Intl. Night School
VEGA INTL. Night School es el tercer álbum del artista de pop electrónico Alan Palomo como parte de la banda Neon Indian. Será lanzado el 16 de octubre de 2015, por  Mom + Pop Music.
Neon Indian anunció el álbum en exclusiva para Pitchfork donde explicó el nombre del álbum: “La mayoría de lo que he aprendido acerca de la naturaleza humana en mis veinte años ha pasado por la noche. La gente es sólo un poco más honesta entonces. Más deliberada. Me gusta llamar a los lugares a los que voy como Escuela Nocturnas”. Y planteó un Tour de su nuevo álbum de estudio, el cual empieza en su tierra natal México.

## Lista de canciones
| N.º   | Título                                  | Duración |  |
| 1.    | «Hit Parade»                            | 1:05     |  |
| 2.    | «Annie»                                 | 4:03     |  |
| 3.    | «Street Level»                          | 4:02     |  |
| 4.    | «Smut!»                                 | 3:27     |  |
| 5.    | «Bozo»                                  | 1:23     |  |
| 6.    | «The Glitzy Hive»                       | 3:51     |  |
| 7.    | «Dear Skorpio Magazine»                 | 3:56     |  |
| 8.    | «Slumlord»                              | 5:15     |  |
| 9.    | «Slumlord's Re-lease»                   | 2:25     |  |
| 10.   | «Techno Clique»                         | 4:32     |  |
| 11.   | «Baby's Eyes»                           | 6:26     |  |
| 12.   | «C'est la vie (Say the Casualties!)»    | 3:03     |  |
| 13.   | «61 Cygni Ave»                          | 4:04     |  |
| 14.   | «News From the Sun (Live Bootleg)»      | 3:53     |  |
| 15.   | «Smiley Sticker (Bonus Track en Japón)» | 2:51     |  |
| 51:21 |                                         |          |  |